# Bionoblatta itatiayae
La Bionoblatta itatiayae es una especie de insecto blatodeo de la familia Blaberidae.

## Distribución geográfica
Se la puede encontrar en Brasil.

## Sinónimo
- Hormetica itatiayae Miranda Ribeiro, 1936.